# Union internationale des architectes
L’Union internationale des architectes (UIA) est une organisation non gouvernementale fondée à Lausanne (Suisse) en 1948 pour fédérer les organisations professionnelles d'architectes dans actuellement 124 pays et territoires.  L’actuel président est Thomas Vonier.
Tout membre de l'une de ces organisations est d'office membre de l'UIA.
Parallèlement au développement des grandes institutions intergouvernementales avec lesquelles elle entretient des relations étroites, l'UIA est devenue une organisation non gouvernementale accomplie, un réseau professionnel d'architectes sans équivalent.

## Historique
Née de la fusion du Comité permanent international des architectes (CPIA fondé en 1867 à Paris), des Réunions internationales des architectes (RIA, tenues depuis 1932) et des Congrès internationaux d'architecture moderne (CIAM inaugurés en 1928), cette union est fondée à Lausanne le 28 juin 1948.
En 2014, la présidence de l'UIA a été confiée à Esa Mohamed, architecte et urbaniste malaisien, pour la période 2014-2017.

Au moment de cette nomination, et alors que le congrès de 2014 veut refonder l'architecture contemporaine sur la base de nouvelles valeurs et de nouveaux paradigmes « Architecture 2030 » a lancé à la communauté mondiale de l'architecture et de la construction le « défi 2030 », qui leur propose de relever le défi consistant à adopter rapidement des objectifs progressifs mais ambitieux pour l'environnement et le climat avant 2030 afin de maintenir la température moyenne mondiale sous le seuil jugé critique par le GIEC de 2 °C au-dessus des niveaux pré-industriels.

## Lauréats
L'UIA décerne depuis 1961 divers prix dont une « médaille d'or » à partir de l'année 1984.
Les lauréats en sont :
- 1984 : Hassan Fathy
- 1987 : Reima Pietilä
- 1990 : Charles Correa
- 1993 : Fumihiko Maki
- 1996 : Rafael Moneo
- 1999 : Ricardo Legorreta
- 2002 : Renzo Piano
- 2005 : Tadao Ando
- 2008 : Teodoro González de León
- 2011 : Alvaro Siza
- 2014 : Ieoh Ming Pei
- 2017 : Toyoö Ito
- 2021 : Paulo Mendes da Rocha

## Congrès
L'UIA organise des congrès triennaux internationaux d'architecture (avec un thème par congrès) et ce moment est aussi celui des élections internes  
Les congrès précédents étaient :
| Nr. | Year | Localisation   | Thème du Congrès |
| --- | ---- | -------------- | --- |
| 1er | 1948 | Lausanne       | L'architecture face à ses nouvelles tâches (Architecture Faced with its New Tasks)                                                                                    |
| 2e  | 1951 | Rabat          | Comment l'architecture répond à ses nouvelles tâches (How Architecture is Dealing with its New Tasks)                                                                 |
| 3e  | 1953 | Lisbonne       | L'architecture à la croisée des chemins (Architecture at the Crossroads)                                                                                              |
| 4e  | 1955 | La Haye        | L'architecture et les évolutions de la construction (Architecture and the Evolutions of Building)                                                                     |
| 5e  | 1958 | Moscou         | Construction et reconstruction (Construction and Reconstruction) |
| 6e  | 1961 | Londres        | Nouvelles techniques et nouveaux matériaux (New Techniques and New Materials)                                                                                         |
| 7e  | 1963 | La Havane      | L'architecture dans les pays sous-développés (Architecture in Underdeveloped Countries)                                                                               |
| 8e  | 1965 | Paris          | La formation des architectes (The Training of Architects) |
| 9e  | 1967 | Prague         | L'architecture et le milieu humain (Architecture and the Human Milieu)                                                                                                |
| 10e | 1969 | Buenos Aires   | L'architecture comme facteur social (Architecture as a Social Factor)                                                                                                 |
| 11e | 1972 | Varna          | L'architecture et les loisirs (Architecture and Leisure) |
| 12e | 1975 | Madrid         | Créativité et technologie (Creativity and Technology) |
| 13e | 1978 | Mexico         | Architecture et développement national (Architecture and National Development)                                                                                        |
| 14e | 1981 | Varsovie       | L'architecture, homme et environnement (Architecture, Man, Environment)                                                                                               |
| 15e | 1985 | Le Caire       | Missions actuelles et futures de l'architecte (Present and Future Missions of the Architect)                                                                          |
| 16e | 1987 | Brighton       | Construire la ville de demain (Shelter and Cities - Building Tomorrow's World)                                                                                        |
| 17e | 1990 | Montréal       | Cultures et technologies (Cultures and Technologies) |
| 18e | 1993 | Chicago        | L'architecture à la croisée des chemins - Concevoir un avenir durable (Architecture at the Crossroads - Designing for a Sustainable Future)                           |
| 19e | 1996 | Barcelone      | Présent et futurs. L'architecture dans les vills (Present and Futures. Architecture in Cities)                                                                        |
| 20e | 1999 | Pékin          | Architecture du 21e siècle (Architecture of the 21st Century) |
| 21e | 2002 | Berlin         | Ressources de l'architecture (Resource Architecture) |
| 22e | 2005 | Istanbul       | Le grand bazar des architectures (Grand Bazaar of Architectures) |
| 23e | 2008 | Turin          | Transmettre l'architecture (Transmitting Architecture) |
| 24e | 2011 | Tokyo          | Desing 2050 Au-delà des catastrophes, grâce à la solidarité, vers le développement durable (DESIGN 2050 Beyond disasters, through Solidarity, towards Sustainability) |
| 25e | 2014 | Durban         | D'autres voies pour l'architecture (Architecture otherwhere), avec 3 sous-thèmes « résilience », « écologie » et « valeurs ».                                         |
| 26e | 2017 | Séoul          | L'âme de la ville (Soul of City) |
| 27e | 2021 | Rio de Janeiro | Tous les mondes. Un seul monde. Architecture 21. |
| 28e | 2023 | Copenhague     | Un avenir durable – ne laisser personne de côté |
| 29e | 2026 | Barcelone      | |

## Capitale mondiale de l'architecture
Le 23 novembre 2018, l'UIA a publié un protocole d'accord avec l'UNESCO sur le nouveau label commun Capitale mondiale de l'architecture. Le titre est décerné tous les trois ans, au rythme des Congrès mondiaux de l'UIA. Depuis 2020, le congrès mondial a toujours eu lieu dans la capitale mondiale respective. Il existe un processus de demande formel pour cela. Le Congrès mondial sélectionne la Capitale mondiale pour l'année du prochain Congrès mondial parmi la liste restreinte de candidatures, l'annonce officielle étant faite par le Secrétaire général de l'UNESCO. En 2020 Rio de Janeiro était la capitale mondiale de l'architecture, 2023 Copenhague et 2026 Barcelone. Un programme et une série d'événements majeurs ont lieu dans la capitale mondiale respective tout au long de l'année civile.

## Présidents
- Sir Patrick Abercrombie, Royaume-Uni (1948-1953)
- Jean Tschumi, Suisse (1953-1957)
- Hector Mardones Restat, Chili (1957-1961)
- Sir Robert Matthews, Royaume-Uni (1961-1965)
- Eugene Beaudouin, France (1965-1969)
- Ramon Corona Martin, Mexique (1969-1972)
- Georgui Orlov, Union soviétique (1972-1975)
- Jai Rattan Bhalla, Inde (1975-1978)
- Louis De Moll, États-Unis (1978-1981)
- Rafael De La Hoz, Espagne (1981-1985)
- Georgi Stoilov, Bulgarie (1985-1987)
- Rod Hackney, Royaume-Uni (1987-1990)
- Olufemi Majekodunmi (en), Nigeria (1990-1993)
- Jaime Duro, Espagne (1993-1996)
- Sara Topelson (en), Mexique (1996-1999)
- Vassilis Sgoutas, Grèce (1999-2002)
- Jaime Lerner, Brésil (2002-2005)
- Gaetan Siew (en), Île Maurice (2005-2008)
- Louise Cox (en), Australie (2008-2011)
- Albert Dubler, France (2011-2014)
- Esa Mohamed, Malaisie (2014-2017)
- Thomas Vonier, États-Unis (2017-2021)
- José Luis Cortés, Mexique (2021-2023)